# Mill en Sint Hubert
Mill en Sint Hubert (anhörenⓘ) (deutsch Mill und Sankt Hubert) war eine Gemeinde in der niederländischen Provinz Noord-Brabant. Die Gemeinde zählte 11.002 Einwohner (Stand 1. Januar 2021) und hatte eine Fläche von 53,17 km².
Sie bestand aus den Ortsteilen Langenboom, Mill, Sint Hubert und Wilbertoord.

## Geschichte
Die beiden Orte Mill und Sint Hubert waren bereits vor dem Jahr 1326 verbunden, als sie noch zusammen mit Wanroy zum Gebiet von  Cuijk und zum Kirchenbezirk von Boxmeer gehörten. Ab 1326 bildeten die drei Dörfer dann den unabhängigen Pfarrbezirk von Mill.
In der napoleonischen Zeit wurden die Orte 1810 den Niederlanden zugeschlagen und beide Orte formten die Gemeinde Mill en Sint Hubert. Als Hauptort galt und gilt Mill. Gegen Ende des 19. Jahrhunderts hatte sich die von Torfstechern gebildete Kolonie Wilbertoord zu einem Dorf entwickelt und kam zu Mill en Sint Hubert. 1942 kam dann im Zuge einer Neuordnung der Gemeinden auch Langenboom dazu.

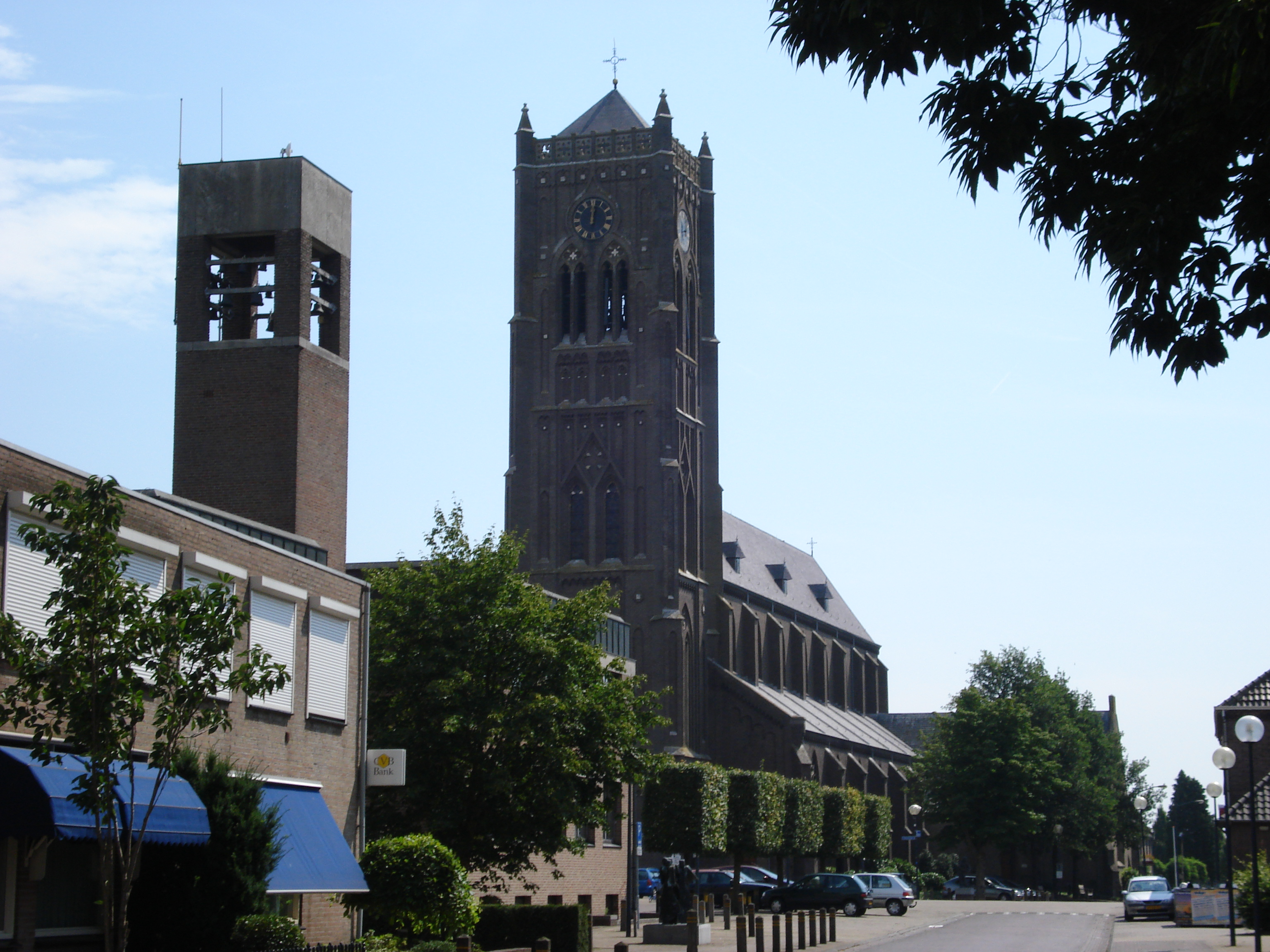
Mill, Rathaus und Kirche

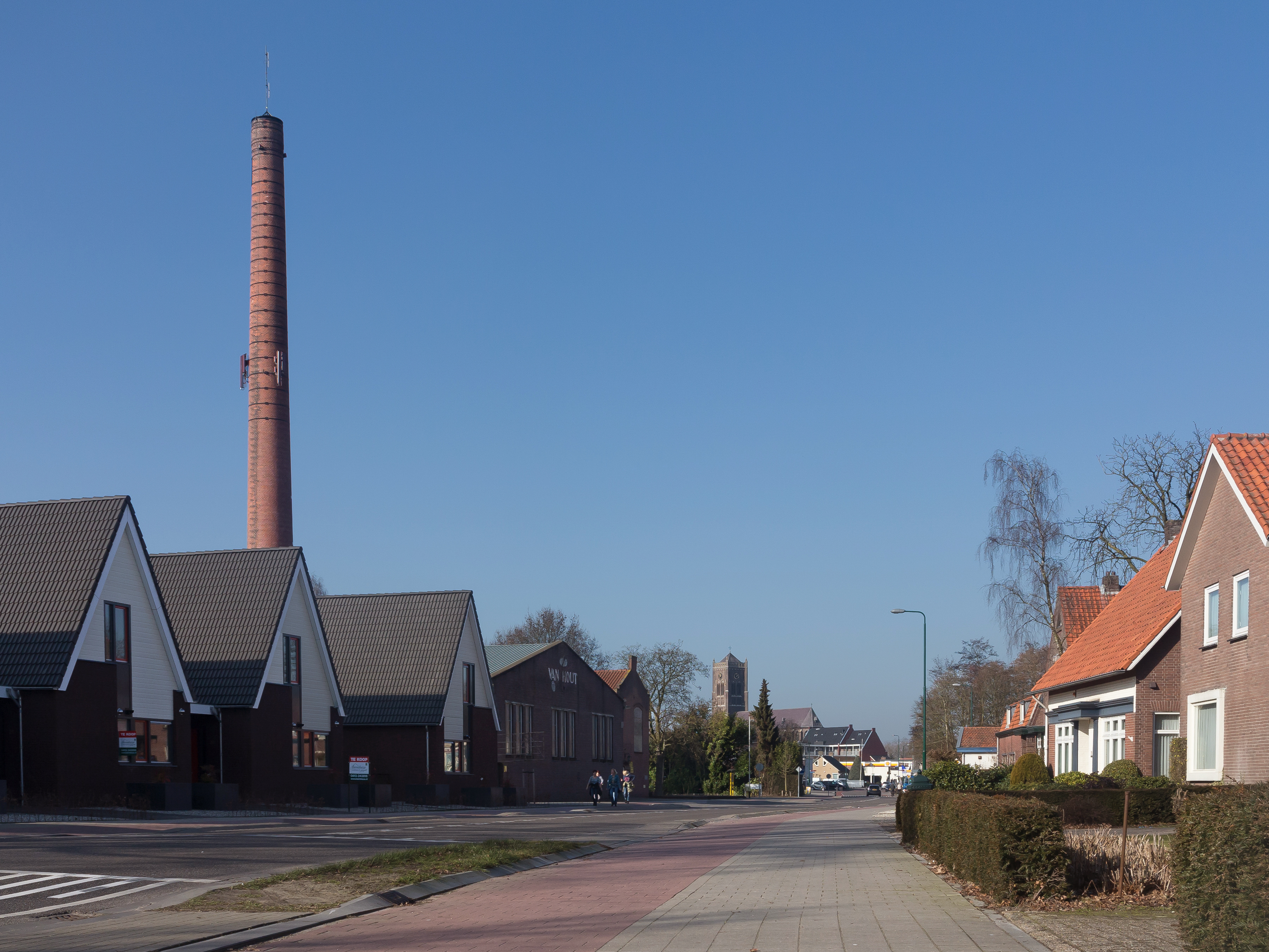
Mill, der Ziegeleischornstein der frühere Holzfabrik

## Einwohner nach Orten
Die Einwohner der einzelnen Gemeindebezirke nach dem Stand vom 1. Januar 2018:
| Name                | Einwohner |
| ------------------- | --------- |
| Langenboom          | 2210      |
| Mill                | 6125      |
| Sint Hubert         | 1420      |
| Wilbertoord         | 1065      |
| Mill en Sint Hubert | 10.820    |

## Politik
Bei der letzten Kommunalwahl im Jahr 2018 konnten sich die Christdemokraten des CDA gegenüber der lokalen Wählergruppen VierKernenPartij und Algemeen Belang ’90 durchsetzen und erreichten beinahe die Hälfte aller Stimmen. In der Legislaturperiode 2018–2022 besteht die Koalition aus den Lokalparteien VierKernenPartij und Algemeen Belang ’90.

### Gemeinderat
Der Gemeinderat wird seit 1982 folgendermaßen gebildet:
| Partei                | Sitze | Sitze | Sitze | Sitze | Sitze | Sitze | Sitze | Sitze | Sitze | Sitze |
| Partei                | 1982  | 1986  | 1990  | 1994  | 1998  | 2002  | 2006  | 2010  | 2014  | 2018  |
| --------------------- | ----- | ----- | ----- | ----- | ----- | ----- | ----- | ----- | ----- | ----- |
| CDA                   | –     | 4     | 6     | 6     | 5     | 5     | 4     | 4     | 4     | 7     |
| VierKernenPartij a    | –     | –     | –     | –     | –     | –     | 3     | 4     | 5     | 4     |
| Algemeen Belang ’90   | –     | –     | 1     | 2     | 3     | 3     | 4     | 5     | 4     | 4     |
| Dorpslijst Langenboom | 1     | 2     | 3     | 4     | 2     | 2     | 2     | 2     | 2     | –     |
| PvdA                  | –     | 1     | 3     | 2     | 2     | 2     | 2     | –     | –     | –     |
| Fractie Wijdeven      | –     | –     | –     | –     | 2     | 2     | –     | –     | –     | –     |
| VVD                   | –     | 0     | 1     | 1     | 1     | 1     | –     | –     | –     | –     |
| Fractie Langenboom    | 2     | 1     | 1     | –     | –     | –     | –     | –     | –     | –     |
| Lijst Kremers         | 4     | 4     | –     | –     | –     | –     | –     | –     | –     | –     |
| Groepering De Vet     | 3     | 3     | –     | –     | –     | –     | –     | –     | –     | –     |
| Mill ’78              | 2     | –     | –     | –     | –     | –     | –     | –     | –     | –     |
| Lijst Wilbertoord     | 1     | –     | –     | –     | –     | –     | –     | –     | –     | –     |
| Lijst Hermanussen     | 1     | –     | –     | –     | –     | –     | –     | –     | –     | –     |
| Lijst Driessen        | 1     | –     | –     | –     | –     | –     | –     | –     | –     | –     |
| Gesamt                | 15    | 15    | 15    | 15    | 15    | 15    | 15    | 15    | 15    | 15    |

Anmerkungen

### College van B&W
Die Koalitionsparteien VierKernenPartij und Algemeen Belang ’90 sind mit jeweils einem Beigeordneten im College van burgemeester en wethouders zugegen. Folgende Personen gehören zum Kollegium:
| Funktion         | Name                 | Partei              | Anmerkung                                 |
| ---------------- | -------------------- | ------------------- | ----------------------------------------- |
| Bürgermeister    | Antoine Walraven     | VVD                 | seit dem 13. Juni 2013 im Amt             |
| Beigeordnete     | Erik van Daal        | VierKernenPartij    | erster Stellvertreter des Bürgermeisters  |
| Beigeordnete     | Jos van den Boogaart | Algemeen Belang ’90 | zweiter Stellvertreter des Bürgermeisters |
| Gemeindesekretär | Jean-Paul Ruyters    | –                   | seit April 2017 im Amt                    |